# Castelli (Olaszország)
Castelli község (comune) Olaszország Abruzzo régiójában, Teramo megyében.

## Fekvése
A megye részén fekszik. Határai: Arsita, Bisenti, Calascio, Castel Castagna, Castel del Monte, Castelvecchio Calvisio és Isola del Gran Sasso d’Italia.

## Története
Első említése a 13. századból származik. Önálló községgé a 19. század elején vált, amikor a Nápolyi Királyságban felszámolták a feudalizmust.

## Népessége
A népesség számának alakulása:

## Főbb látnivalói
- 'Orazio Pompei háza
- San Giovanni Battista-templom
- Santa Maria della Lacrima-templom
- San Donato-templom